# Močerady

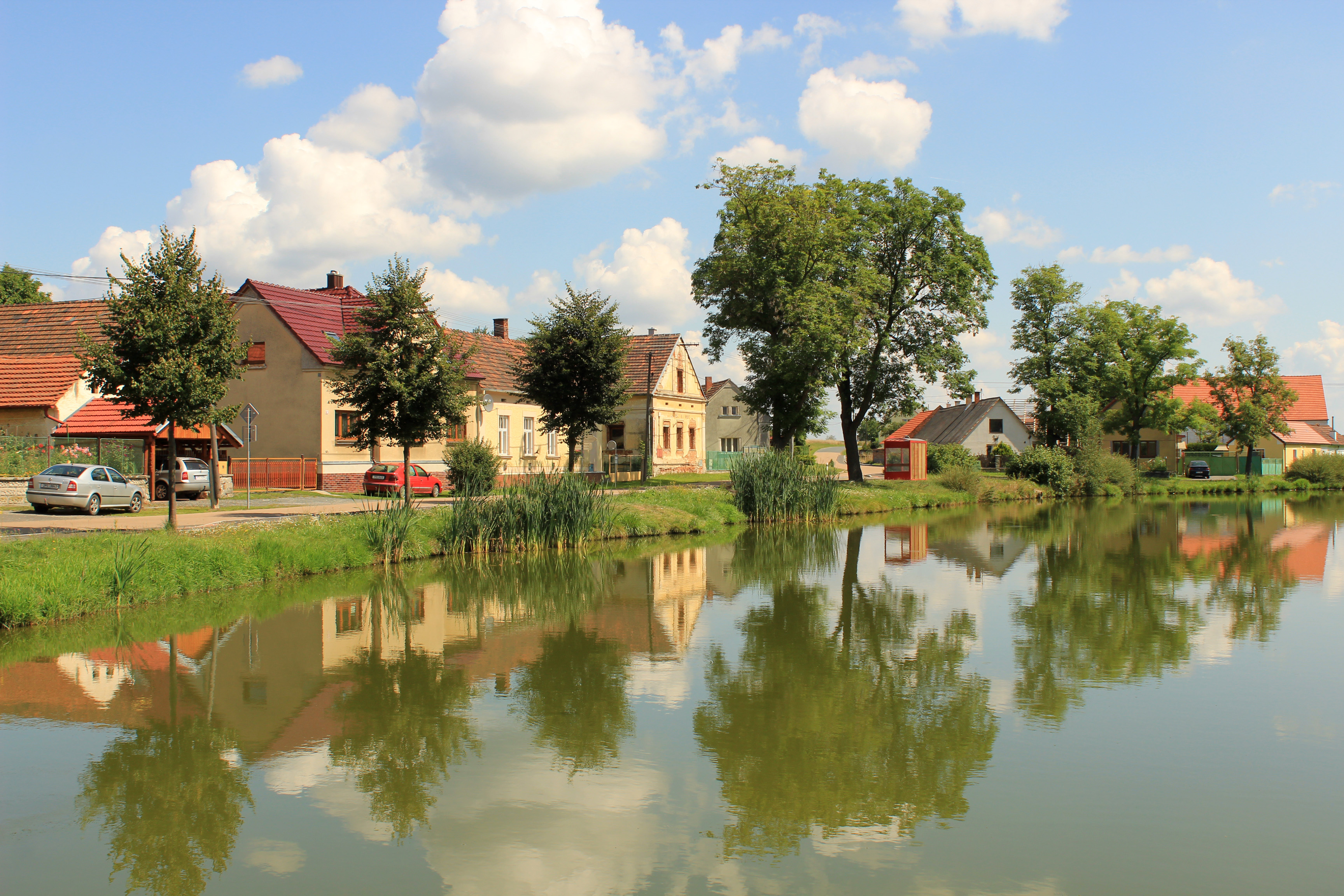
Močerady

Močerady (deutsch Motscherad, früher Modscherad) ist eine Gemeinde in Tschechien. Sie liegt vier Kilometer südlich von Staňkov und gehört zum Okres Domažlice.

## Geographie
Močerady befindet sich in der Chodská pahorkatina auf einem Höhenrücken zwischen den Tälern der Bäche Zubřina und Srbický potok. Südöstlich erhebt sich die Klítka (474 m), im Süden die Kobylany (474 m). In Močerady entspringt ein kleiner Zufluss zur Zubřina, der auf dem Dorfplatz in zwei Teichen angestaut ist.
Nachbarorte sind Hlohová im Norden, Krchleby und Čermná im Nordosten, Hlohovčice und Srbice im Osten, Nové Dvory und Koloveč im Südosten, Vítkovice, Kanice, Kotrbov und Dohalice im Süden, Mimov im Südwesten, Osvračín im Westen sowie Křenovy und Vránov im Nordwesten.

## Geschichte
Die erste urkundliche Erwähnung des Ortes erfolgte im Jahre 1115 als Besitz des Klosters Kladruby. Zu den nachfolgenden Besitzern des Gutes gehörten ab 1513 Jan Bohuchval von Hrádek, der es an die Feste Lštění anschloss. Durch Heirat mit Eliška von Hrádek erwarb Diwisch Czernin von Chudenitz 1528 die Herrschaft Lštění. Danach gehörte das Gut Močerady den Herren von Roupov, die es an Václav Lev Žákavec auf Srbice veräußerten. Später erwarben die Herren von Bubna Močerady, 1711 verkauften sie das Gut an den Grafen Czernin von Chudenitz. Im Jahre 1751 wurde Močerady dem neuen Klattauer Kreis zugeordnet. Močerady war zu dieser das nördlichste Dorf der Wenzel Prokop Czernin von und zu Chudenitz gehörigen Herrschaft Chudenitz.
In den Jahren 1771 und 1772 starb fast die gesamte Einwohnerschaft von Močerady und auch das Vieh an Hunger und Seuchen. Die Herrschaft Chudenitz siedelte daraufhin in Močerady Bulatschen (Buláci) aus der Radbusaniederung um Staňkov an, die ihren Dialekt, ihre Bräuche und Trachten mitbrachten.
Nach der Aufhebung der Patrimonialherrschaft bildete Močerady / Motscherad ab 1850 mit dem Ortsteil Nové Dvory / Neuhof eine Gemeinde im Klattauer Kreis und Gerichtsbezirk Bischofteinitz. 1851 kaufte sich die Gemeinde Močerady für 600 Gulden von der Herrschaft Chudenitz frei. Im Jahre 1862 lebten in den 31 Häusern von Močerady 179 Personen. Ab 1868 gehörte die Gemeinde zum Bezirk Bischofteinitz. 1948 wurde Močerady dem Okres Stod zugeordnet, seit 1961 gehört das Dorf zum Okres Domažlice. Von 1974 bis 1990 war Močerady nach Osvračín eingemeindet.

## Gemeindegliederung
Die Gemeinde Močerady besteht aus den Ortsteilen und Katastralbezirken Močerady (Motscherad) und Nové Dvory (Neuhof).

## Sehenswürdigkeiten
- Kapelle in Močerady
- Kapelle in Nové Dvory